# أحمد شجاع باشا
أحمد شجاع باشا (بالإنجليزية: Ahmad Shuja Pasha) (و. 1952 – م)هو عسكري محترف من باكستان . ولد في سيالكوت .

## مناصب وهيئات
أدار وكالة الإستخبارات الباكستانية (–18 مارس 2012).